# Karkotaka
Karkotaka (sanskrit : कर्कोटक) est un roi naga dans l'hindouisme. Il est l'un des enfants de Kashyapa et Kadru. Il aurait vécu dans une forêt près du royaume de Nishadha. Selon la mythologie hindoue, il pique le roi Nala, le transformant en une forme tordue et laide.

## Légende
Karkotaka a trompé Narada, le sage divin, dans un jeu de hasard. Irrité, Narada le maudit en lui disant qu'il resterait immobile dans la forêt jusqu'à ce qu'il soit sauvé par le roi Nala.
Dans le Mahabharata, Karkotaka rencontra le roi Nala lorsqu'un incendie de forêt ravageant la forêt où il demeurait, appela le roi à la rescousse. Se réduisant à la taille d'un pouce, il supplia Nala de le sauver, et le roi déplaça aussitôt le serpent vers un endroit plus sûr. Ainsi, il fut libéré de la malédiction de Narada.
Karkotaka demanda au roi d'avancer de dix pas. S'exécutant, Nala fut piqué par le serpent et devint laid.
Le serpent expliqua qu'il avait mordu le roi parce que le malveillant Kali l'avait possédé, et que ce dernier devrait en souffrir. Néanmoins, il assura Nala que celui-ci ne courrait aucun danger et qu'il serait invincible au combat tant que le poison resterait dans son corps. Il dit à Nala d'aller voir Rituparṇa, roi d'Ayodhya, et de se mettre à son service comme conducteur de char, sous le nom de Bahuka. Il demanda à Nala d'enseigner à Rituparna le mantra Aśvahṛdaya et en contrepartie, d'apprendre le mantra Akṣahṛdaya, à l'issue de quoi il retrouverait sa famille.
Il offrit également à Nala deux vêtements qu'il pourrait porter pour retrouver sa forme originale,.
On pense que s'attacher les faveurs de Karkotaka permet de se prémunir contre l'asura Kali.
Il fait partie des huit rois Naga dans les sources hindoues.

## Bouddhisme tibétain
Dans la prière Nāga Menaka, Karkotaka est décrit comme un serpent blanc et qu'il se trouve au sud-ouest du grand lac que le méditant doit visualiser.

## Voir également
- Kadru
- Shesha
- Manasa